# Phaeoceros austroandinus
Phaeoceros austroandinus là một loài rêu trong họ Anthocerotaceae. Loài này được Hässel de Menéndez mô tả khoa học đầu tiên năm 1989.